# تپه مسجد یری
تپه مسجد یِری (تپهٔ زمینِ مسجد) مربوط به سده‌های اولیه دوران‌های تاریخی پس از اسلام است و در شهرستان سرعین، بخش مرکزی، دهستان آبگرم، روستای کلخوران واقع شده و این اثر در تاریخ ۱۸ اسفند ۱۳۸۷ با شمارهٔ ثبت ۲۴۹۵۵ به‌عنوان یکی از آثار ملی ایران به ثبت رسیده است.

## کاوش
کاوش باستان‌شناسی در تپه تاریخی مسجد یری واقع در روستای ویند کلخوران، شهرستان سرعین، با هدف تعیین عرصه و حریم اثر آغاز شده است. این گمانه‌زنی که از ۱۵ آبان ماه تا ۱۳ آذر ماه ادامه خواهد داشت، به دلیل توسعه مناطق مسکونی روستا و با هدف حفاظت بیشتر از این اثر تاریخی و جلوگیری از ساخت و ساز در عرصه آن انجام می‌شود.
تپه تاریخی مسجد یری که مربوط به دوره تاریخی تا قرون میانی اسلام است، پیش از این در سال ۱۳۸۸ به شماره ۲۴۹۵۵ در فهرست آثار ملی به ثبت رسیده است. در قالب این طرح، عرصه و حریم آثار صخره‌ای یا دستکندهای روستای ویند کلخوران نیز که به چله‌خانه معروف است و با شماره ۳۶۶۹ در سال ۱۳۷۹ به ثبت رسیده است، تعیین خواهد شد.